# Leuciscus waleckii
Leuciscus waleckii és una espècie de peix cipriniforme de la família dels ciprínids.

## Morfologia
Els mascles poden assolir els 37 cm de longitud total.

## Distribució geogràfica
Es troba a la Xina, Corea i a la conca del riu Amur.